# Адольф Беттіхер
Адольф Беттіхер (нім. Adolf Boetticher; 12 грудня 1842, Аренсфельде — 9 червня 1901, Лісне) — німецький мистецтвознавець, археолог і реставратор. Знаний розкопками в Греції та 8-томним зібранням «Пам'ятки архітектури та мистецтва Східної Пруссії».

## Життєпис
Народився 12 грудня 1842 року в громаді Аренсфельде, що розташована в землі Бранденбург. Його батько, Генріх Адольф Беттіхер (нім. Heinrich Adolf Boetticher), був місцевим протестантським проповідником, а мати — Емілі Паулін (нім. Emilie Pauline), була донькою мирового судді. Був третьою дитиною в сім'ї, мав старших брата та сестру.
Навчався у Берлінській академії архітектури з 1865 по 1868 роки, а після завершення навчання працював архітектором на державній службі. Асистував на розкопках в Олімпії під керівництвом Фрідриха Адлера (нім. Johannes Heinrich Friedrich Adler) взимку та весною 1875—1876 років, де зібрав більшість матеріалу для свого доробку. 1877 року став технічним асистентом у Берліні, і у період з 1879 по 1882 роки випускав щотижневий «Журнал для архітекторів та інженерів» (нім. Wochenblatt für Architekten und Ingenieure), де опублікував свої перші примітки щодо архітектури Олімпії, Елефсіну, Тегеї, Пергаму та готичних будівель Кіпру.
1886 року йому доручили провести інвентаризацію пам'яток архітектури та мистецтва прусської провінції Східна Пруссія, а 1891 року призначений там провінційним консерватором. Згодом йому також доручили керівництво управлінням пам'яток провінції Східна Пруссія. З 1892 по 1898 рік опублікував 8 томів «Пам'ятки архітектури та мистецтва Східної Пруссії», а 1899 року призначений провінційним консерватором Західної Пруссії.

## Друковані видання

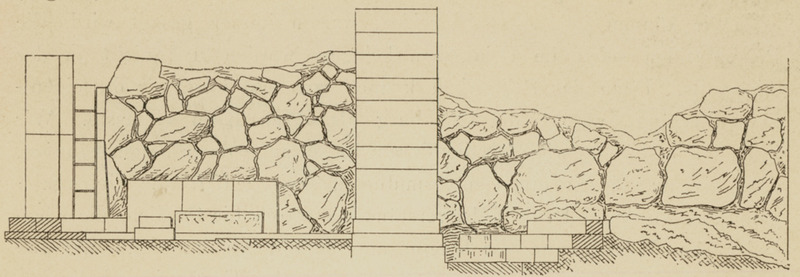
Ілюстрація з «Акрополь в Афінах» (1888).

- Auf griechischen Landstrassen, 1883 — Про дороги в Греції.
- Olympia, das fest und seine stätte, nach den berichten der alten und den ergebnissen der deutschen augrabungen, 1886 — Олімпія, фестиваль та місце його проведення, відповідно до старих записів та результату німецьких розкопок.
- Die Akropolis von Athen nach den berichten der alten und den neusten erforschungen, 1888 — Акрополіс в Афінах, відповідно до старих записів та нових досліджень.
- 8 томів «Пам'ятки архітектури та мистецтва Східної Пруссії».